# Нутчфільтр
Нутчфі́льтр (рос. нутчфильтр, англ. nutsch filter, нім. Nutsche f, Filternutsche f) — найпростіший вакуум-фільтр, принцип дії якого полягає в просочуванні рідини крізь поруваті керамічні плити або фільтрувальну тканину, що лежить на ґратці, з-під якої відсмоктують повітря.